# 侏儒狸藻
侏儒狸藻（學名：Utricularia nana）為狸藻属小型陸生食虫植物，为本杰明狸藻组（Utricularia sect. Benjaminia）下的唯一种。其种加词“nana”来源于拉丁文“nanus”，意为“侏儒，矮子”，指其植株的大小。

## 分布
侏儒狸藻为南美洲的特有种，存在于委內瑞拉、蓋亞那、蘇利南、法屬蓋亞那、巴西以及巴拉圭。其生長于溪边沼澤、潮濕砂质稀樹草原中，海拔分布范围为0至1250米。花期为1月至6月。

## 形态
侏儒狸藻植株小型，具少量的絲狀假根，假根上具大量短小的乳突状分枝。花冠黃色。

## 外部連結
- 食虫植物照片搜寻引擎中侏儒狸藻的照片 （页面存档备份，存于）

 维基共享资源上的相關多媒體資源：侏儒狸藻
 維基物種上的相關：侏儒狸藻